# Yord Fandar
Yord Fandar era un caballero jedi ficticio perteneciente al universo Star Wars.
El personaje es interpretado por el actor Charlie Barnett en la serie web de Disney+ The Acolyte.

## Concepto y creación
El personaje fue introducido en el primer episodio de la serie web de Disney+ The Acolyte, donde es presentado como un maestro jedi que lidera la misión de búsqueda para encontrar a Verosha Aniseya, quien es sospechosa de haber asesinado a la maestra jedi Indara. El personaje es interpretado por el actor Charlie Barnett.

## Biografía ficticia
Yord Fandar fue entrenado como padawan durante la Alta República. Se convirtió en el mejor amigo de Verosha Aniseya y, en el año 232 BBY, alcanzó el rango de caballero jedi. Dos años después acogió como padawan a la zygerriana Tasi Lowa.
Años después de que Verosha abandonará la orden, Yord y Tasi fueron enviados para su arresto tras ser incriminada por el asesinato de la maestra Indara. Osha fue detenida y enviada en una nave celda a Coruscant para su interrogatorio. Después de un motín que provocó que la nave se estrellara en un planeta helado, el liderazgo de la misión pasó al maestro Sol, quien llevó a Yord consigo.
Una vez que el grupo, conformado por Yord, Sol y la padawan Jecki Lon encontró a Osha la llevaron de forma pacífica consigo, demostrando además que ella no era responsable de los crímenes, sino que la verdadera asesina había sido su hermana Mei, quien se creía fallecida desde hace años. Yord comenzó a recuperar su confianza en Osha y enfrentó a Mei poco después de que esta asesinara al maestro Torbin, pese a que terminó escapando.

## Recepción
El personaje alcanzó una rápida popularidad en redes sociales, dando lugar a la creación de numerosos memes de Internet involucrando a Yord. Charlie Barnett, quien interpreta al personaje, reaccionó ante este movimiento online con las siguientes declaraciones:

Muchos amigos y familiares me han presentado a mi Orda Yord. Cualquiera que pueda encontrar amor y apoyo para alguien que sólo es un poco cuadriculado… Te amo profundamente porque eso significa que eres un ser humano compasivo y afectuoso que está ahí fuera para ver mejor el mundo. Yord Horda, os amo. Os amo profundamente. Y gracias de verdad.

El 8 de junio de 2024 The Bongtimes publicó un artículo en el que listaba los mejores memes del personaje creados por los fanáticos, entre los que se incluía uno que hacía referencia al slogan publicitario "She's everything. He's just Ken", de la película Barbie de 2023. Así mismo, la popularidad del personaje también dio lugar a la creación del hashtag #YordeHorde en redes sociales. James Whitbrok, escribiendo para el sitio web Gizmodo, elogió la naturaleza inherentemente irónica del personaje y como su personalidad rígida y sus esfuerzos por mantenerse fiel al código Jedi le hacen destacar entre los demás personajes de la serie.